# Brownstone de Hummelstown

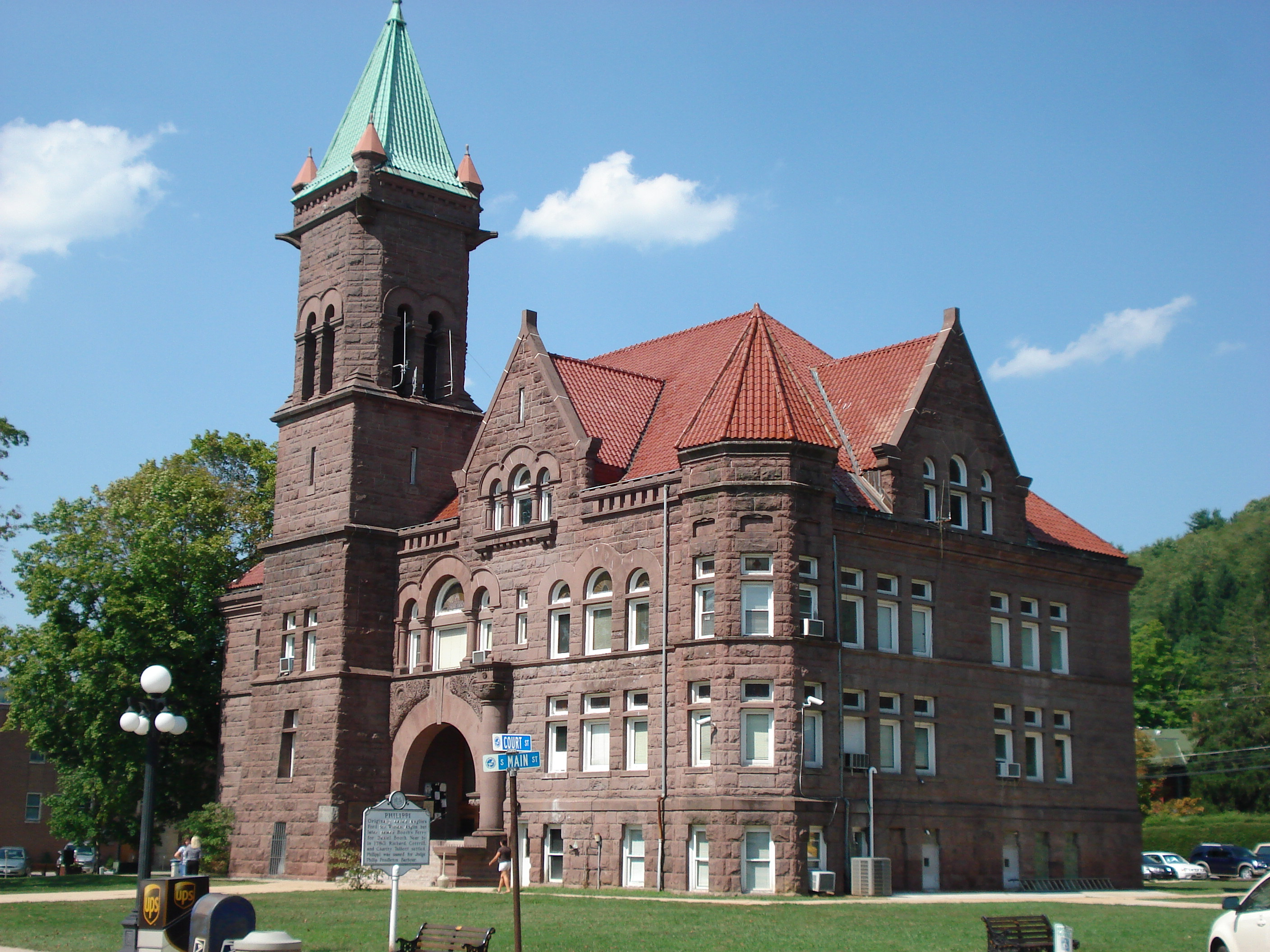
Tribunal do Condado de Barbour (1903–05) em Philippi, Virgínia Ocidental; seu exterior é revestido inteiramente com brownstone de Hummelstown.

O brownstone de Hummelstown é um arenito denso de grão médio extraído perto de Hummelstown no Condado de Dauphin, Pensilvânia. É um brownstone escuro com tons avermelhados e arroxeados, e já foi amplamente usado como pedra de construção nos Estados Unidos.

## História
A Hummelstown Brownstone Company extraiu brownstone de alta qualidade perto de Hummelstown de 1863 a 1929 e o vendeu nos Estados Unidos como um material de alvenaria preferido dos construtores. Devido à sua durabilidade, foi usado para uma ampla gama de projetos de construção, especialmente como acabamento e ornamentação em grandes edifícios, mas também como pilares de pontes e nas fundações e paredes de edifícios ou nas esculturas que os decoravam. Frequentemente, edifícios inteiros eram revestidos com brownstone de Hummelstown. Um exemplo disso é o Tribunal do Condado de Barbour (1903–05) em Philippi, Virgínia Ocidental.
O brownstone de Hummelstown e arenitos semelhantes eram conhecidos como "pedra franca" devido às propriedades que permitiam que fossem trabalhados livremente em todas as direções, em vez de em uma direção ao longo de um "grão". Essa característica os tornou muito populares entre cortadores de pedra e construtores.